# 판본체

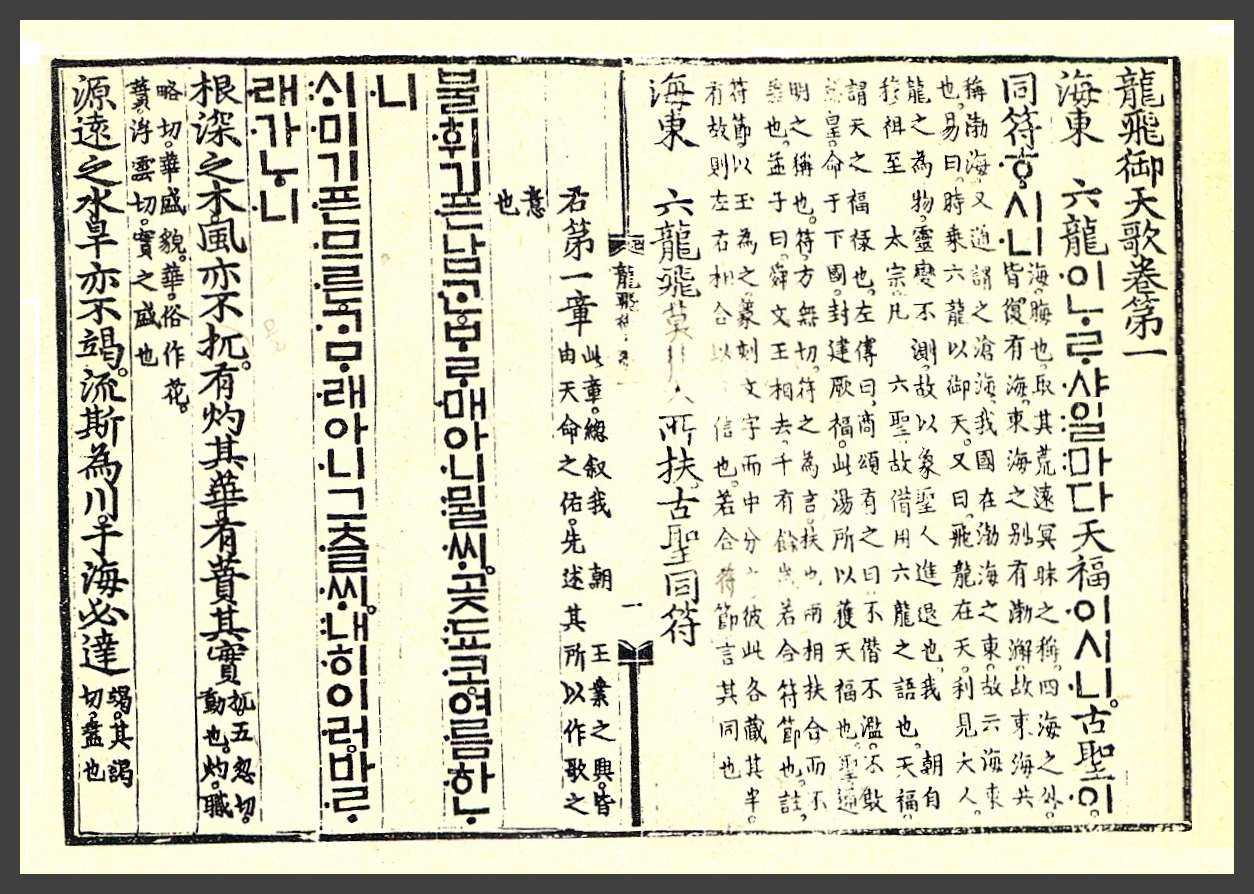
용비어천가

판본체(版本體/板本體)는 한글 글꼴의 종류이다. 판본체는 한자의 전서나 예서의 획을 본받아 썼는데, 글씨의 특징을 살펴보면 획의 굵기가 일정하고 사각형에 가까운 틀을 가지고 있으며, 문자의 중심을 가운데에 두고 좌우가 비슷한 시각적 무게감을 가지고 있다. 함께 쓰는 모음에 따라 자음의 폭이 넓거나 좁게 변한다.

## 유래
이 서체는 목판인쇄와 활판인쇄에서 많이 사용하였다고 하여 이름이 붙여졌는데, 고체, 반포체라고 부르기도 한다. 처음 훈민정음이 개발 될 때 서적에서 많이 사용되었다. 판본체는 반듯하고 획이 굵은 서체로, 비석이나 활자를 조각할 때 유리하게 사용하고 있었으나, 붓글씨로 쓰기가 불편하여 문제점이 많았다. 그 후 여인들이 궁서체를 많이 쓰고, 방각본으로 만든 변형 서체들이 많이 만들어졌기 때문에 나중에 밀려 나게 된다.

## 현대
우여곡절로 사라질 뻔한 판본체는 지금까지 전해 내려 와서, 서예를 배우는 서예가들도 이 서체의 서법을 배운다. 판본체에 대해서 잘 알고 있는 전문가로 김충현이 있다.
판본체를 원형으로 만들어진 서체는 산돌글자은행의 월인천강지곡체와 휴먼컴퓨터의 휴먼옛체, 한미디어의 훈민정음체가 있다.  